# Kamoltip Kulna
Kamoltip Kulna (Thai: กมลทิพย์ กุลนา; Chiang Rai, 14 juli 1976) is een voormalig Thais beachvolleyballer. Ze is drievoudig Aziatisch kampioen en won vijfmaal goud bij de Zuidoost-Aziatische Spelen.

## Carrière
Kulna won in 1997 met Manatsanan Pangka de zilveren medaille bij de Zuidoost-Aziatische Spelen in Jakarta achter het Indonesische duo Ni Putu Timy Yudhani Rahayu en Engel Berta Kaize en het jaar daarop debuteerden ze in Osaka in de FIVB World Tour. Met Wilaiwan Katmanee eindigde Kulna bovendien als vijfde bij de Aziatische Spelen in eigen land. Van 2001 tot en met 2003 partnerde ze in de internationale competitie met Jarunee Sannok. In hun eerste jaar eindigden ze als vierde bij het Challenger-toernooi van Pattaya en in 2002 behaalden ze een zeventiende en drie-en-dertigste plaats bij de Opens van Montreal en Osaka. Bij zowel de AK in Yingkou als de Aziatische Spelen in Busan verloren ze de wedstrijd om het brons: in Yingkou van het Chinese tweetal Han Bo en Sun Jing en in Busan van de Japansen Ryoko Tokuno en Chiaki Kusuhara. Het jaar daarop namen ze deel aan twee wedstrijden in de World Tour met een vijf-en-twintigste plek in Lianyungang als beste resultaat. In Vietnam wonnen ze bovendien de gouden medaille bij de Zuidoost-Aziatische Spelen ten koste van Timy en Sitti Nurjanah.
In het voorjaar van 2005 vormde Kulna een team met Usa Tenpaksee. Ze eindigden in februari als tweede bij het Satellite-toernooi van Bangkok en werden twee maanden later in Songkhla Aziatisch kampioen door hun landgenoten Sannok en Yupa Phokongploy in de finale te verslaan. In de mondiale competitie speelde het duo verder twee wedstrijden met een vijf-en-twintigste plaats in Osaka als beste prestatie. In het najaar keerde Kulna terug aan de zijde van Sannok. Ze eindigden dat jaar nog als vijf-en-twintigste bij de Open van Bali en als twee bij de Challenger van Phuket. Bovendien verdedigden ze in Bacolod hun titel bij Zuidoost-Aziatische Spelen tegen Tenpaksee en Phokongploy. Het daaropvolgende seizoen deed het duo mee aan vier toernooien op mondiaal niveau met een zeventiende plaats in Phuket als beste resultaat. Bij de Aziatische Spelen in Doha eindigden ze opnieuw als vierde nadat ze de troostfinale van Tian Jia en Wang Jie uit China verloren hadden. Van 2007 tot en met 2010 beachvolleybalde Kulna samen met Phokongploy. Het eerste jaar waren ze actief op vier toernooien in de World Tour waarbij ze tot een vijf-en-twintigste plaats in Phuket kwamen. Daarnaast deed het duo mee aan twee Challengers met een derde plek in Peking als beste resultaat. Verder wonnen ze in eigen land zowel de Aziatische titel ten koste van het Chinese duo Yue Yuan en Zhang Wenwen als het goud bij de Zuidoost-Aziatische Spelen ten koste van Sannok en Tenpaksee.
In 2008 prolongeerden Kulna en Phokongploy in Haiderabad hun titel bij de Aziatische kampioenschappen tegen Miao Chenchen en Ji Linjun uit China. Bij de Aziatische Strandspelen op Bali wonnen ze de zilveren medaille achter Sannok en Tenpaksee. Mondiaal eindigde het duo als tweede bij het Challenger-toernooi van Chennai en als dertiende bij de Open van Phuket. Het seizoen daarop namen ze deel aan twee FIVB-toernooien en strandden ze in de kwartfinales van de AK in Haikou. Bij de Zuidoost-Aziatische Spelen in Vientiane verdedigden ze hun titel tegen Sannok en Tenpaksee. In 2010 behaalden ze een zeventiende plaats bij de Phuket Open en wonnen ze in Masqat opnieuw zilver bij de Aziatische Strandspelen, ditmaal achter Xue Chen en Zhang Xi. Bij de AK eindigden ze als vierde achter de Japansen Sayaka Mizoe en Shinako Tanaka en bij de Aziatische Spelen in Guangzhou werden ze in de kwartfinale uitgeschakeld door Sannok en Tenpaksee. Het jaar daarop werd Kulna met Varapatsorn Radarong dertiende bij de Phuket Open en won ze voor de vijfde keer de gouden medaille bij de Zuidoost-Aziatische Spelen door Ayu Cahyaning Siam en Dhita Juliana in de finale te verslaan. Na afloop van het laatstgenoemde toernooi beëindigde ze haar sportieve carrière.

## Palmares
- 1997:  Zuidoost-Aziatische Spelen
- 2003:  Zuidoost-Aziatische Spelen
- 2005:  AK
- 2005:  Zuidoost-Aziatische Spelen
- 2007:  AK
- 2007:  Zuidoost-Aziatische Spelen
- 2008:  AK
- 2009:  Zuidoost-Aziatische Spelen
- 2011:  Zuidoost-Aziatische Spelen